# 筑波銀行

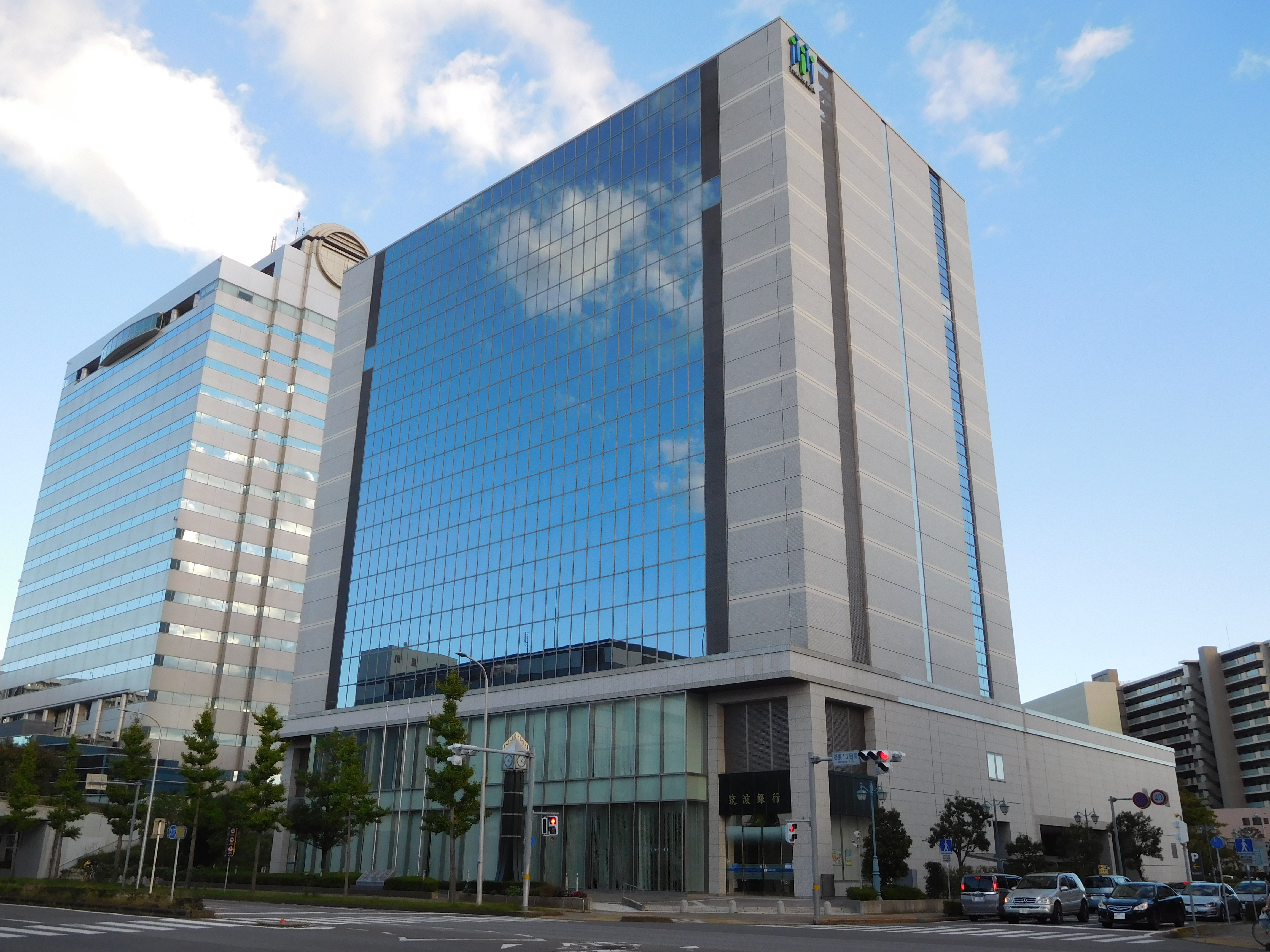
つくば営業部（本部機構・旧関東つくば銀行研究学園都市支店）

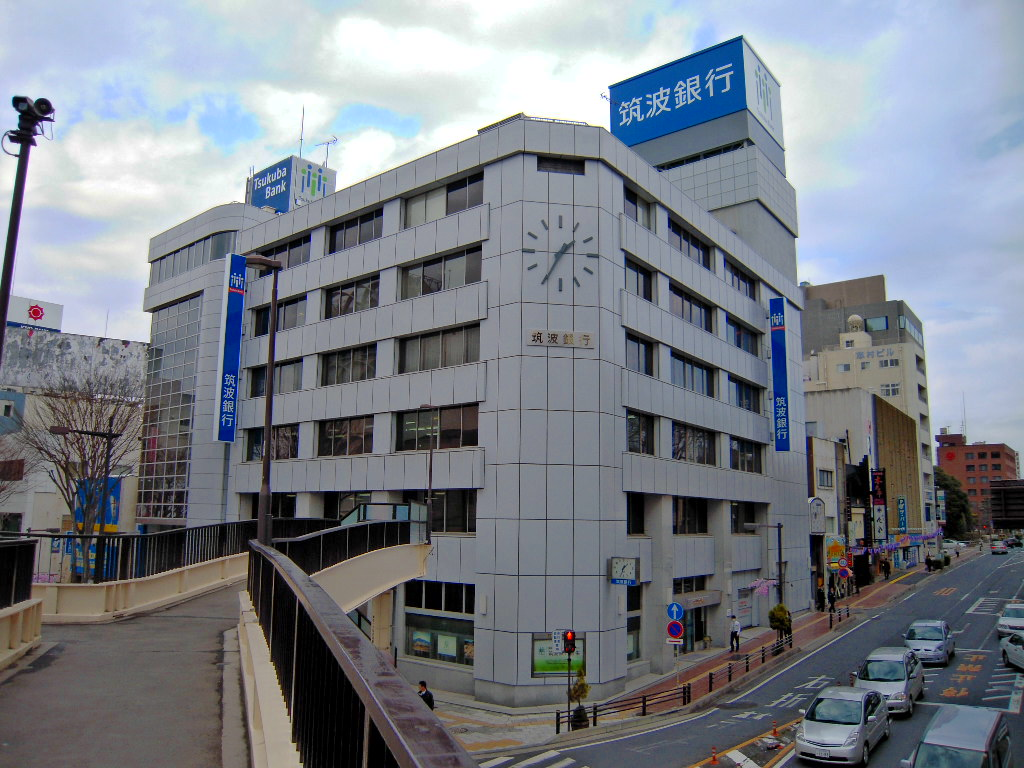
水戸営業部（移転前・旧茨城銀行本店）

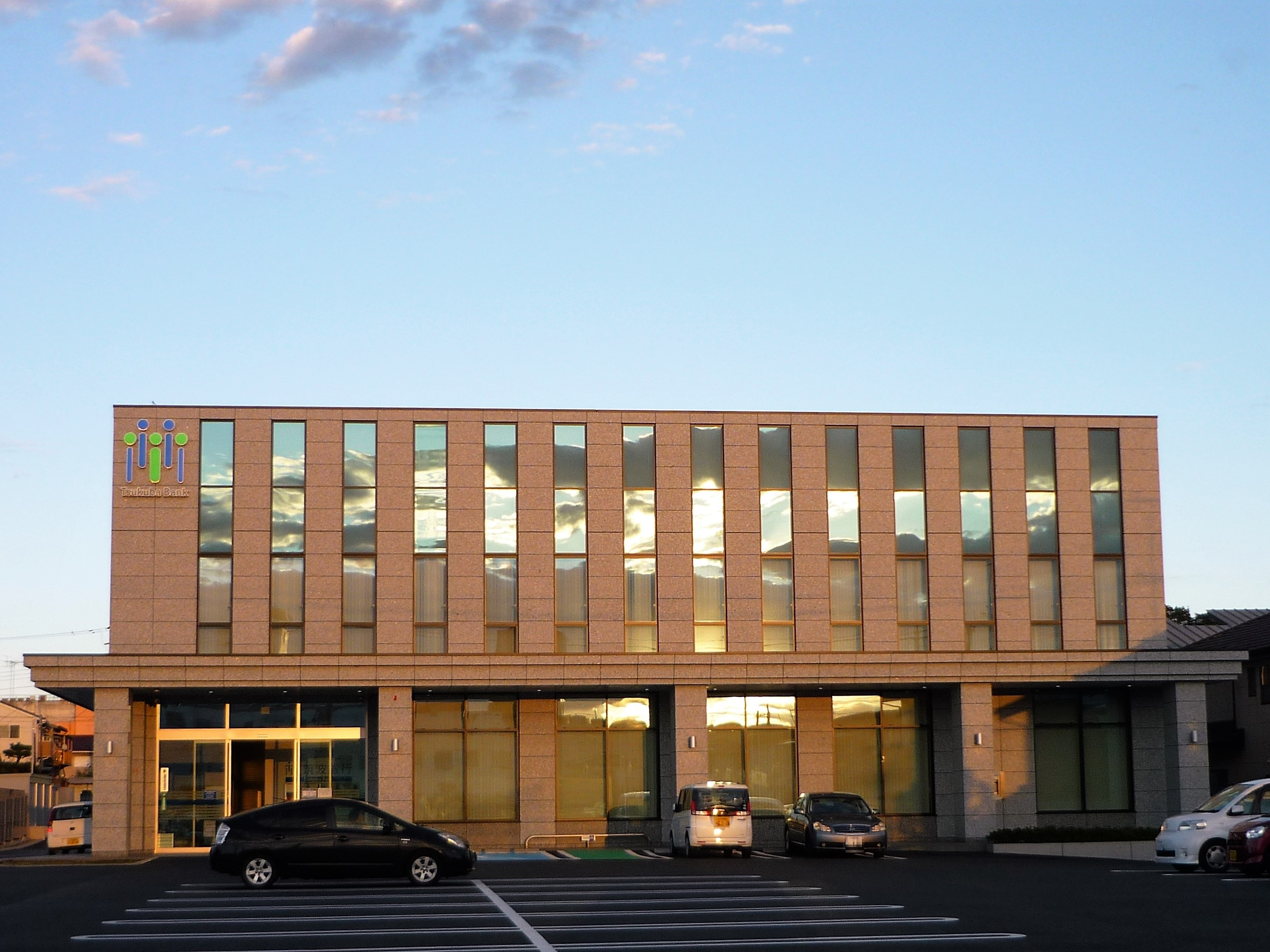
下妻営業部（移転後）

株式会社筑波銀行（つくばぎんこう、英: Tsukuba Bank, Ltd.）は、茨城県の土浦市に本店を、つくば市に本部機能を置く地方銀行である。2010年（平成22年）3月1日に関東つくば銀行が茨城銀行を吸収合併し、誕生した。
店舗は茨城県内各地のほか、近接する栃木県東部、千葉県北西部に展開している。東京支店も有する。
以前は、埼玉県春日部市にも店舗が存在した（現在、境支店内）。

## 概要
筑波銀行発足前の詳細は、関東つくば銀行と茨城銀行の項目を参照。
前身である関東つくば銀行と茨城銀行は2006年（平成18年）7月18日に合併して「ひたちの銀行」となる予定であったが、統合条件（営業権の償却）が折り合わず直前で見送られた。その後、和解の成立を受けて関東つくば銀行と茨城銀行は2009年（平成21年）4月28日に再び合併することで合意。2010年（平成22年）3月1日に両行は対等の精神で合併し（法律上の存続会社は関東つくば銀行。茨城銀行は解散。合併比率は、関東つくば:茨銀=1:0.18）、筑波銀行が発足した。新名称は、関東を代表する霊峰・筑波山の名であり、筑波研究学園都市の名称としても知られる｢筑波｣とした。
2011年、震災復興支援の資金需要への対応と、財務基盤強化のため、金融機能強化法に基づく公的資金の注入を申請し、公的資金注入行となった。

### 合併に伴う主な変更
一部を除く旧2行の重複する支店名は2009年（平成21年）10月19日にいずれか一方を改称し、その後2010年（平成22年）1月12日につくば市吾妻一丁目に所在した関東つくば銀行の研究学園都市支店を同市竹園一丁目の関友つくば第一ビルの1・2Fに移転させ、同1月26日より同ビル内に関東つくば銀行の本部機構を移設し、それを継承する形で合併時に関東つくば銀行研究学園支店は筑波銀行つくば営業部となった。また、旧茨城銀行の本店営業部の名称も合併時に水戸営業部へと改称。本店営業部をはじめとした本店そのものは関東つくば銀行時代からの土浦市の本店ビルに残り、関連会社をはじめとしたグループで本部機構の移設に伴う空きスペースを利用する方針である。
営業部名の店舗は、本店（旧関東銀行本店→旧関東つくば銀行本店、土浦市）、下妻（旧つくば銀行本店）、つくば（本部機構併設）、水戸（旧茨城銀行本店）の4拠点体制となっている。また、旧茨城銀行綾瀬支店・小金支店の支店コードは、2010年（平成22年）5月3日のシステム統合によって変更が行われた。
2010年（平成22年）7月以降、当初発表していた店舗統合ではなく、実体店舗の削減が実施されているが、単純な店舗統合（厳密な意味では、1つ以上の口座店の廃止）では合併時およびシステム統合時のとりわけ旧茨城銀行支店利用者の負担が大きく、さらに負担を強いることになることから、きらやか銀行などが実施したブランチインブランチ形式による実体店舗を消していく手法をとるとしている。

## 沿革
合併に至る経緯以外の合併前の事情は、関東つくば銀行と茨城銀行の項目を参照。
- 2004年（平成16年）11月22日 - 合併の検討の開始に合意[13]。
- 2005年（平成17年）
  - 1月27日 - 新銀行の名称の公募を開始（同年2月28日迄）[14]。
  - 5月12日 - 新銀行の名称を「ひたちの銀行」（仮称）に決定[15]。
- 2006年（平成18年）
  - 3月10日 - 関東つくば銀行が経営の統合の見送りを発表[16]。
  - 3月13日 - 茨城銀行が経営の統合に向けた協議の中止を発表[17]。
  - 6月27日 - 茨城銀行が関東つくば銀行に11億円余の支払を求める損害賠償請求訴訟を提起[18]。
- 2009年（平成21年）
  - 2月24日 - 関東つくば銀行が和解金を支払い和解[19]。
  - 4月28日 - 合併に合意[20]。
- 2010年（平成22年）
  - 3月1日 - 関東つくば銀行が茨城銀行を吸収合併し、筑波銀行が発足。
  - 3月15日 - あおぞら銀行と戦略的業務提携に基づく預金代理業務を開始。並びに資本提携を締結[21]。
  - 6月4日 - 連結子会社である筑波リースをオリックスに譲渡。同社と業務提携契約を締結[22]。
- 2011年（平成23年）
  - 9月30日 - 株式会社整理回収機構より350億円の優先株出資を受ける[23]。
  - 10月 - 筑波信用保証、いばぎん信用保証を吸収合併。
- 2013年（平成25年）4月1日 - 筑波総研設立。
- 2014年（平成26年）
  - 12月19日 - 栃木銀行、東和銀行と広域連携協定を締結[24][25]。
  - 12月25日 - じゅうだん会メンバー行と災害時の相互支援協定を締結[26][27]。
- 2015年（平成27年）
  - 4月1日 - いばぎんカードを吸収合併[28]。
  - 同日 - イメージキャラクターとしてタマ＆フレンズを起用[29]（デザイン通帳およびキャッシュカードは5月27日から取扱いを開始[30]）。
  - 4月21日 -  東京駅前のサピアタワー3階のファミマ!!サピアタワー店内に7行と共に日本ATMへの委託の下、アフターサービス共同窓口を設置[31][32]。
- 2016年（平成28年）5月23日 - 下妻営業部を新築移転[33]。
- 2018年（平成30年）3月20日 - 取引先企業の海外進出支援のため国際協力機構（JICA）筑波国際センターと業務提携・協力覚書を締結[34]。
- 2019年（令和元年）
  - 2月18日 - 水戸営業部を新築移転[35]。
  - 6月28日 - 取引先中小企業の事業承継支援のため、筑波総研とともにビズリーチと提携[36]。
- 2020年（令和2年）10月31日 - 筑波ビジネスサービスを解散[37]。
- 2021年（令和3年）5月14日 - SBIホールディングスとの資本業務提携を正式発表[38]。

## 指定金融機関
単独で指定を受けているのは、つくばみらい市の1市のみ。その他、常陽銀行や茨城県信用組合と輪番で受託している自治体が12市町村ある。

## ATMについて
合併に先立つ2008年（平成20年）8月4日から旧関東つくば銀行は武蔵野銀行・千葉銀行・東京都民銀行（現：きらぼし銀行）・横浜銀行の計4行と提携しており、筑波銀行も継続してATM出金手数料無料提携とATMによるカード振込手数料優遇が行われている。また、合併前の茨城銀行の流れも汲み、東日本銀行・栃木銀行ともATM出金手数料無料提携が継続されている。

## クレジットカード
旧関東銀行時代より取り扱う「バンクカード」を発行。業務委託先の株式会社バンクカードサービスがVJA傘下入りしたことにより、現在はVJAのブラザーカンパニーとなっている。

## 外貨現金への両替
筑波銀行の支店のうち、本店営業部、つくば営業部、千代田支店の3店だけが外貨両替取扱店となっている。取り扱い通貨名は、アメリカ合衆国ドルとユーロの2つのみ。また、トラベラーズチェックも取り揃えている。

## 関係会社

### 連結子会社
- 筑波総研株式会社[注釈 2]
- つくば地域活性化ファンド投資事業有限責任組合
- つくば地域活性化２号ファンド投資事業有限責任組合